# Wolin (miasto)
Wolin (dawniej Julin, Wołyń, niem. Wollin) – miasto w Polsce położone w północno-zachodniej części województwa zachodniopomorskiego, w powiecie kamieńskim, siedziba gminy miejsko-wiejskiej Wolin.
Według danych z 31 grudnia 2011 roku miasto miało 5023 mieszkańców. W Wolinie co roku odbywa się Festiwal Słowian i Wikingów.

## Położenie

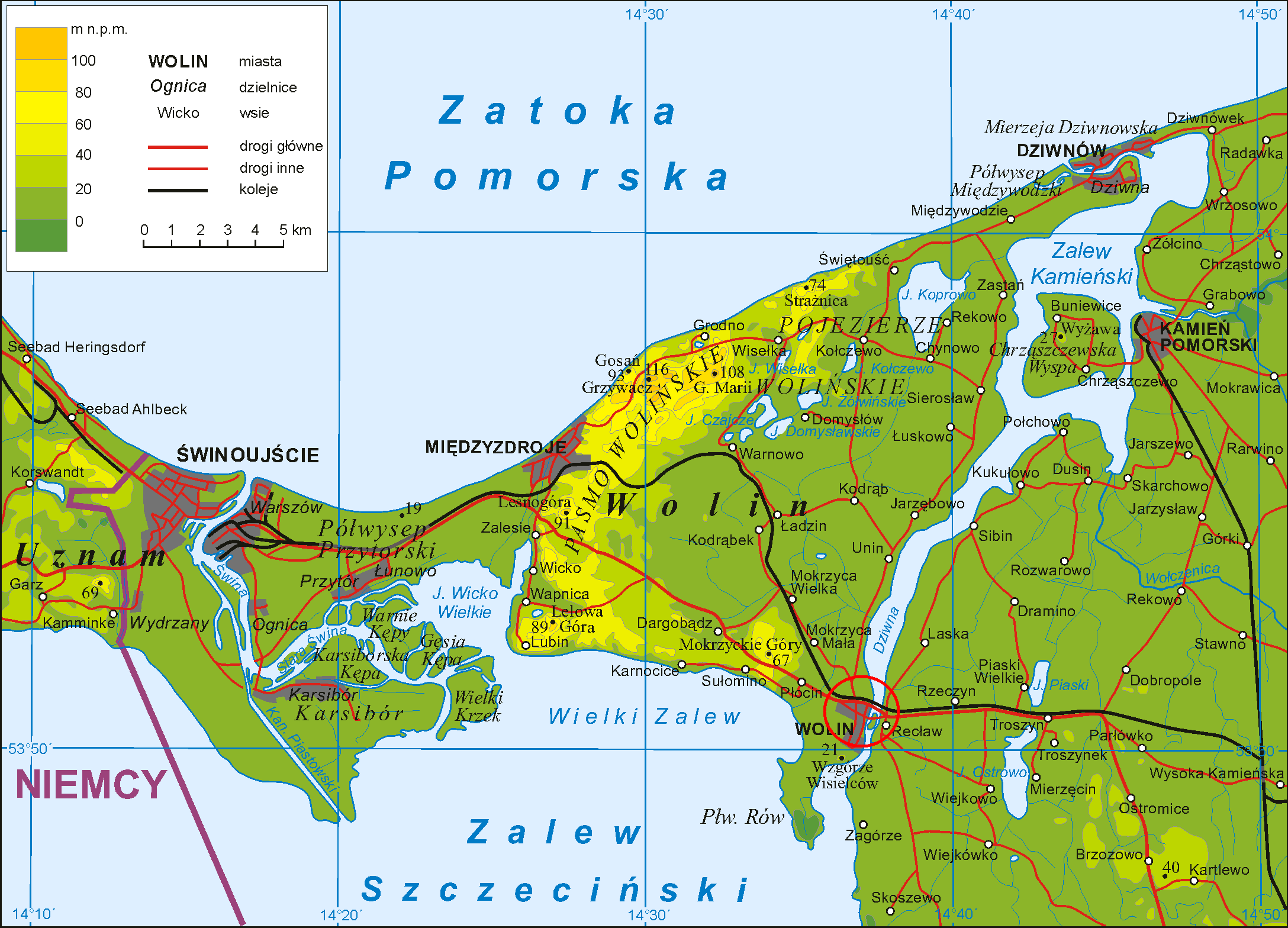
Mapa wyspy Wolin

Wolin znajduje się w północno-zachodniej części woj. zachodniopomorskiego, w południowej części powiatu kamieńskiego. Miasto położone jest na Pobrzeżu Szczecińskim, na południowym cyplu wyspy Wolin, nad cieśniną Dziwna. Granice administracyjne miasta obejmują półwysep Rów oraz wyspę Wolińska Kępa.
Według danych z 1 stycznia 2009 r. powierzchnia miasta wynosi 14,47 km².
Przez miasto przebiega droga ekspresowa S3 (Świnoujście – Szczecin) i linia kolejowa nr 401 Szczecin Dąbie – Świnoujście Port z przystankiem Wolin Pomorski.

## Historia

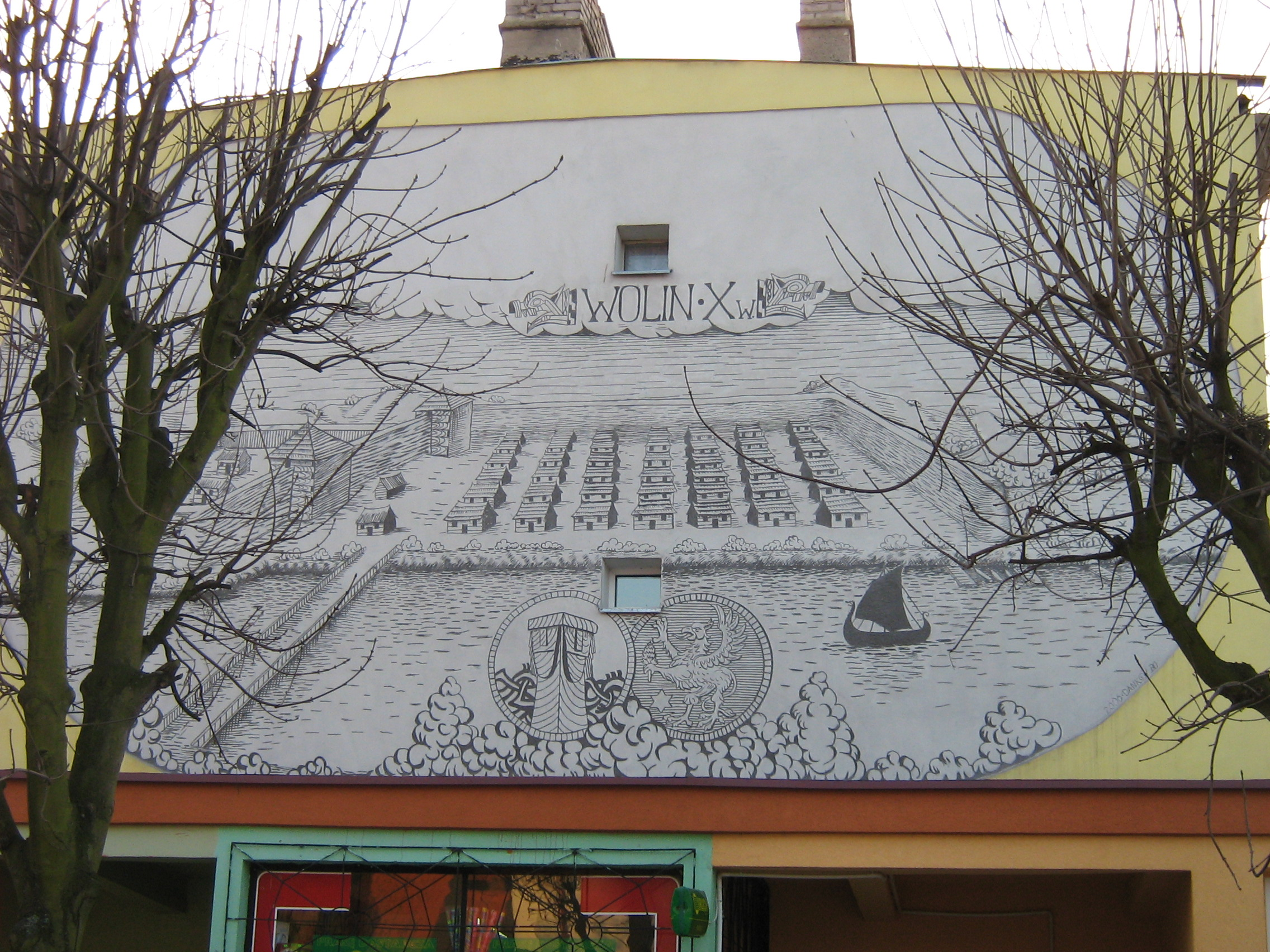
Widok Wolina w X wieku. Wizerunek umieszczony jest na jednym z bloków mieszkalnych w centrum miasta.

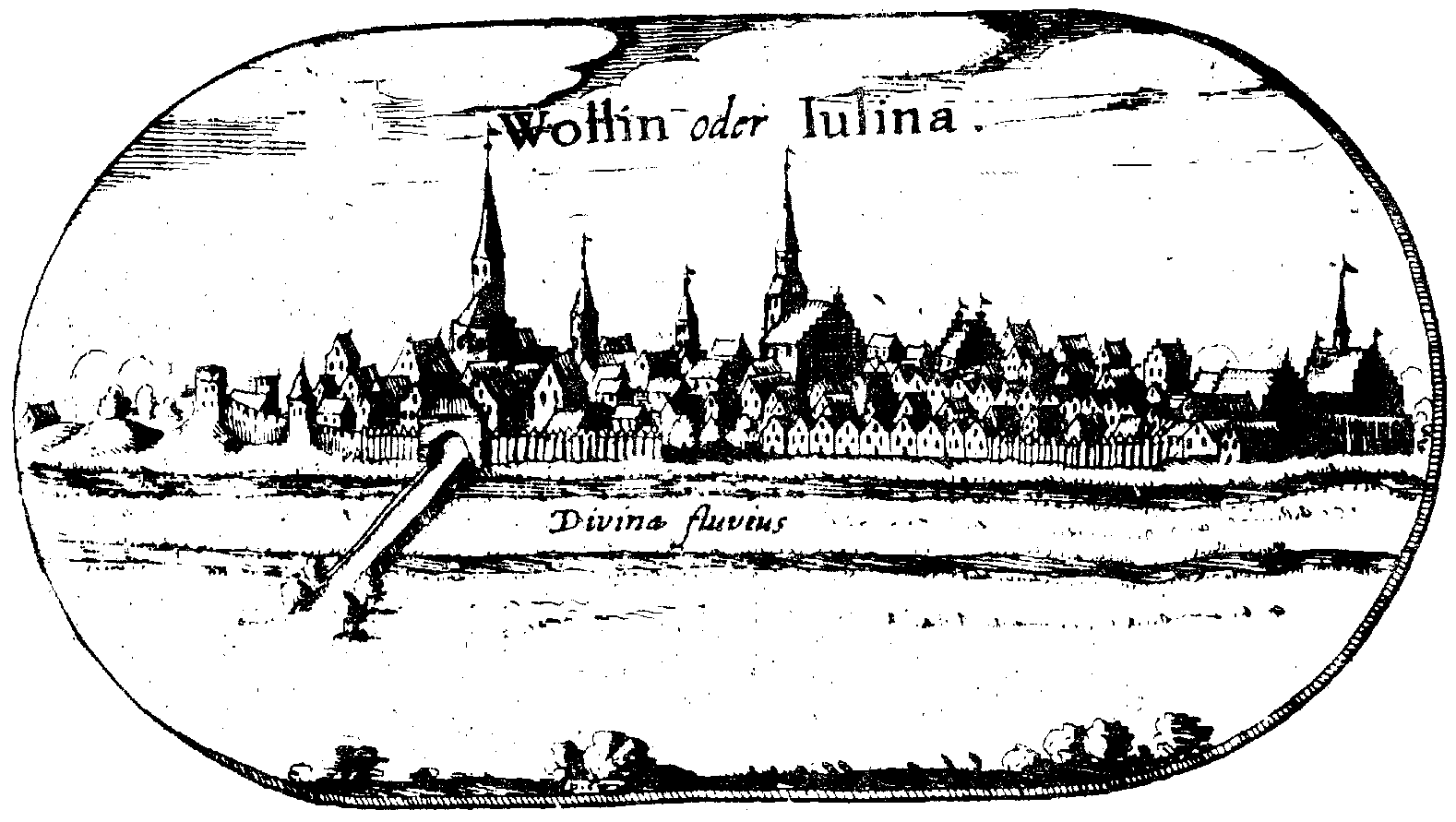
Panorama miasta z Wielkiej Mapy Księstwa Pomorskiego Lubinusa (1618 r.)

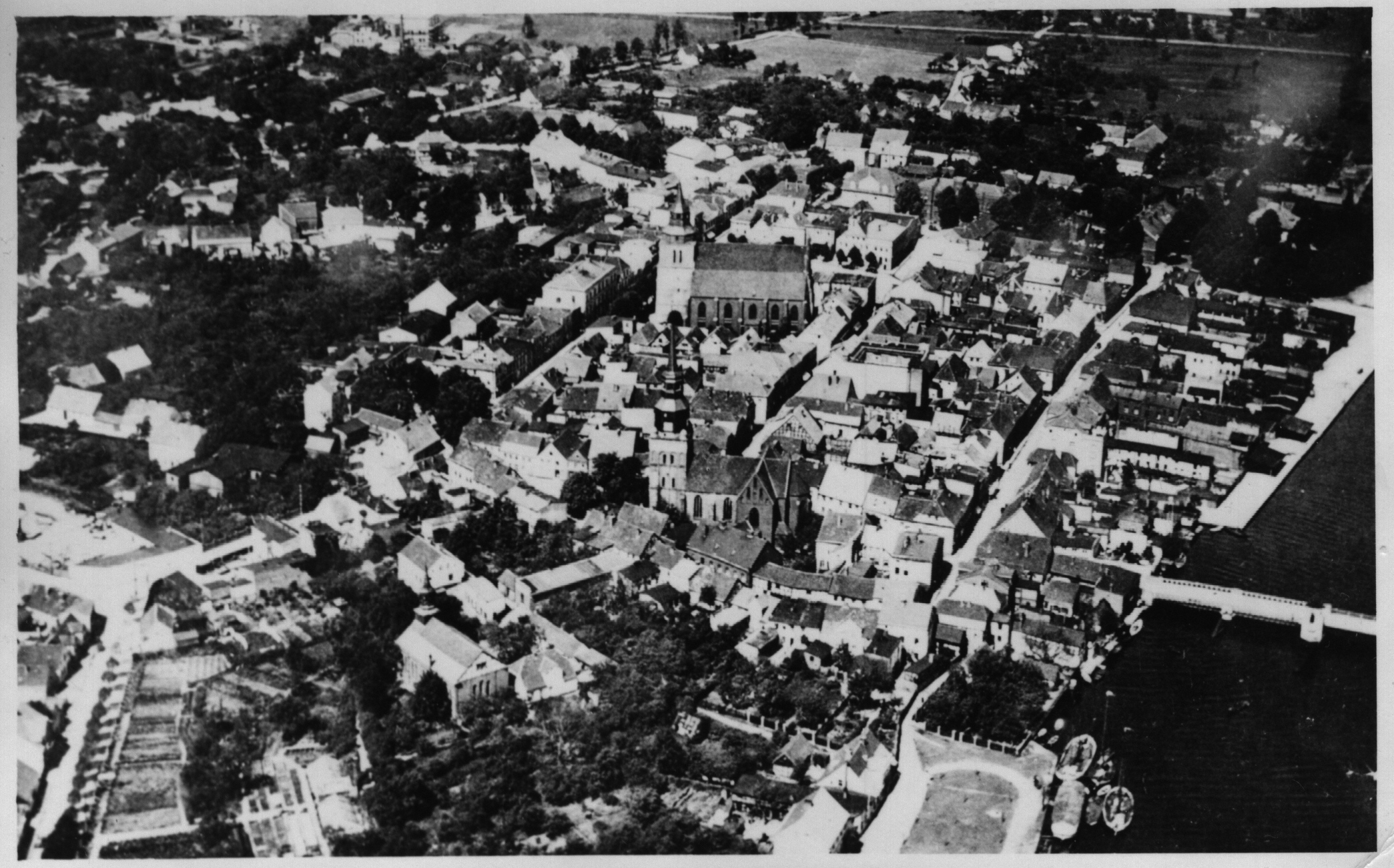
Wolin z lotu ptaka (XX w.)

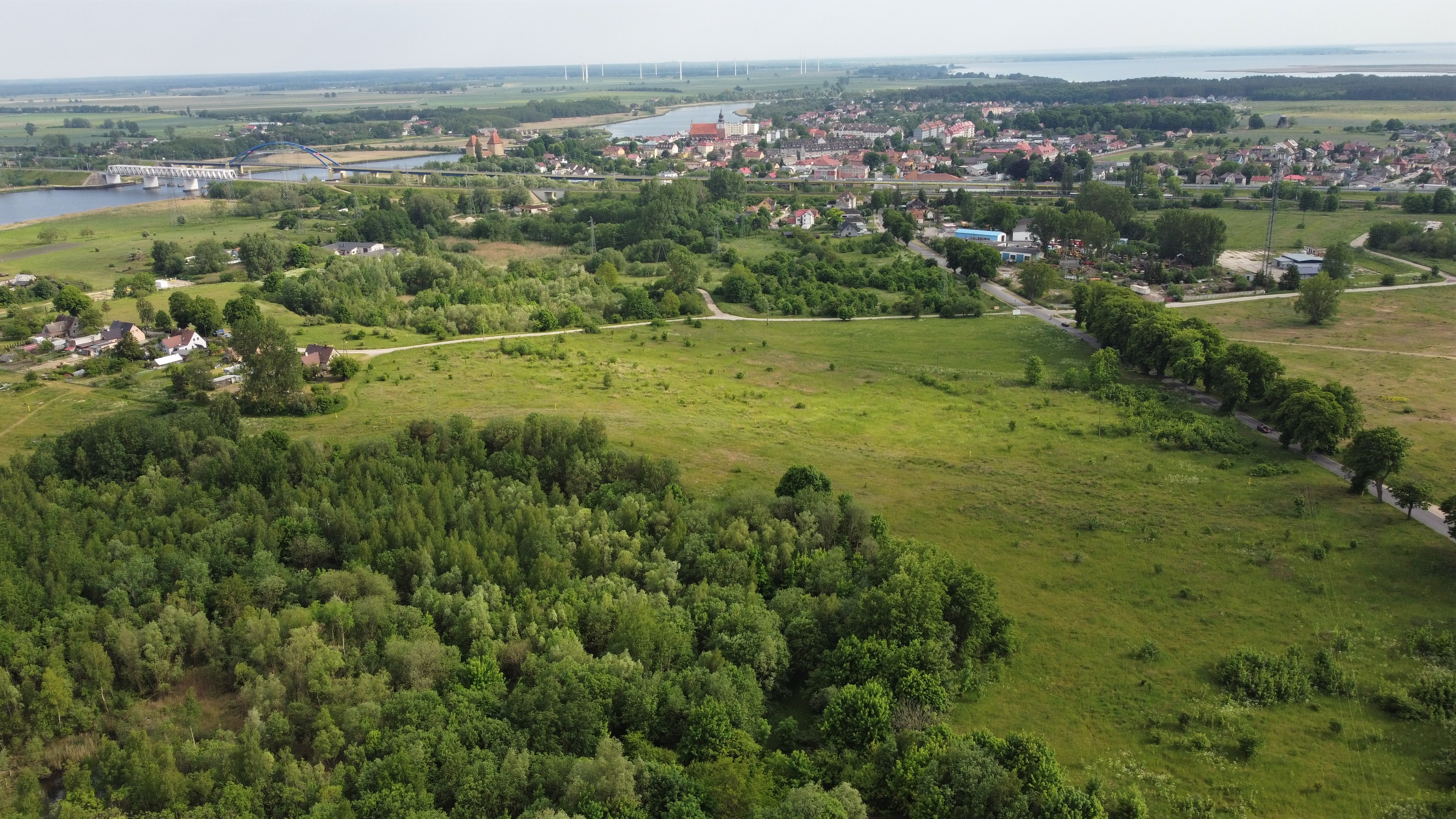
Wolin z lotu ptaka (widok z północy w 2021)

Początkiem wczesnośredniowiecznego Wolina była osada nad Dziwną. Dzięki dogodnemu położeniu i handlowi osada szybko się rozwijała. W średniowieczu stała się ośrodkiem kultu Świętowita. W sąsiedztwie miasta powstały cmentarzyska: Młynówka oraz Wzgórze Wisielców. Początkowo państwo-miasto prowadziło samodzielną politykę i walczyło z wojskami Mieszka I. Po zwycięstwie Mieszka I Wolin wraz z całym Pomorzem Zachodnim podlegał władcom Polski. Od początku XI do połowy XVII wieku należał do księstwa pomorskiego, w którym panował ród Gryfitów. W latach 1140–1175 był siedzibą biskupstwa pomorskiego. Po roku 1630 Wolin znalazł się pod panowaniem szwedzkim, pod którym pozostał do roku 1720, gdy przeszedł pod panowanie Prus. 
Od zakończenia II wojny światowej w 1945 leży w Polsce. Początkowo – od roku 1946 – w pierwszym województwie szczecińskim. Następnie po reformie administracyjnej kraju w latach 1975–1998, także należał do województwa szczecińskiego.

## Toponimia
Nazwa miasta jest taka sama jak nazwa wyspy Wolin, na której jest położone. Pierwotne brzmienie nazwy jest trudne obecnie do odtworzenia. Na ogół nazwę wywodzi się z prasłowiańskiego rdzenia „vel”, „vol” („mokry”, „wilgotny”, „wodny”), mogła więc brzmieć Wołyń (identycznie jak na zabużańskim pograniczu polsko-ruskim). W źródłach niemieckich występuje też pod nazwami: Jumne, Jumneta, Julin, Wineta, w sagach – Jomsborg. Wszystkie te nazwy powstały na bazie nazwy pierwotnej, ulegając różnym przekształceniom w pisowni.
Przez krótki okres tuż po II wojnie światowej w języku polskim używano nazwy Wołyń, mającej jeszcze tradycję przedwojenną. W 1946 r. ustalono urzędowo obecną nazwę miasta Wolin.
Zapisy źródłowe od wczesnego średniowiecza wymieniają:
- 967 – Yuloin
- 1124 – Yulin
- 1140 – Wulinensis civitas, Willin
- 1185 – Wolin
- 1216 – Yolin
- 1217 – Wolin i zniemczone Wollin

## Architektura

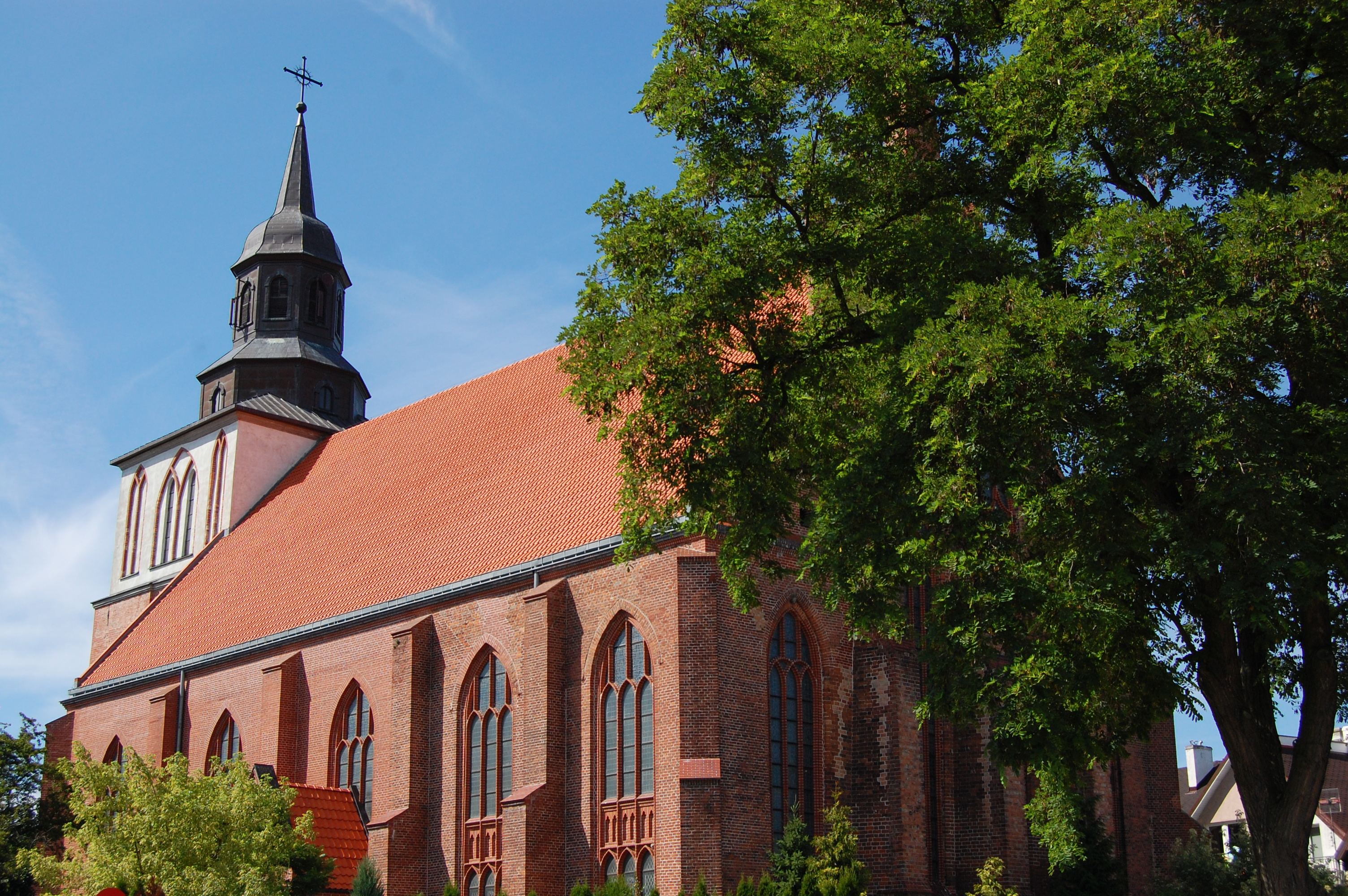
Kolegiata św. Mikołaja

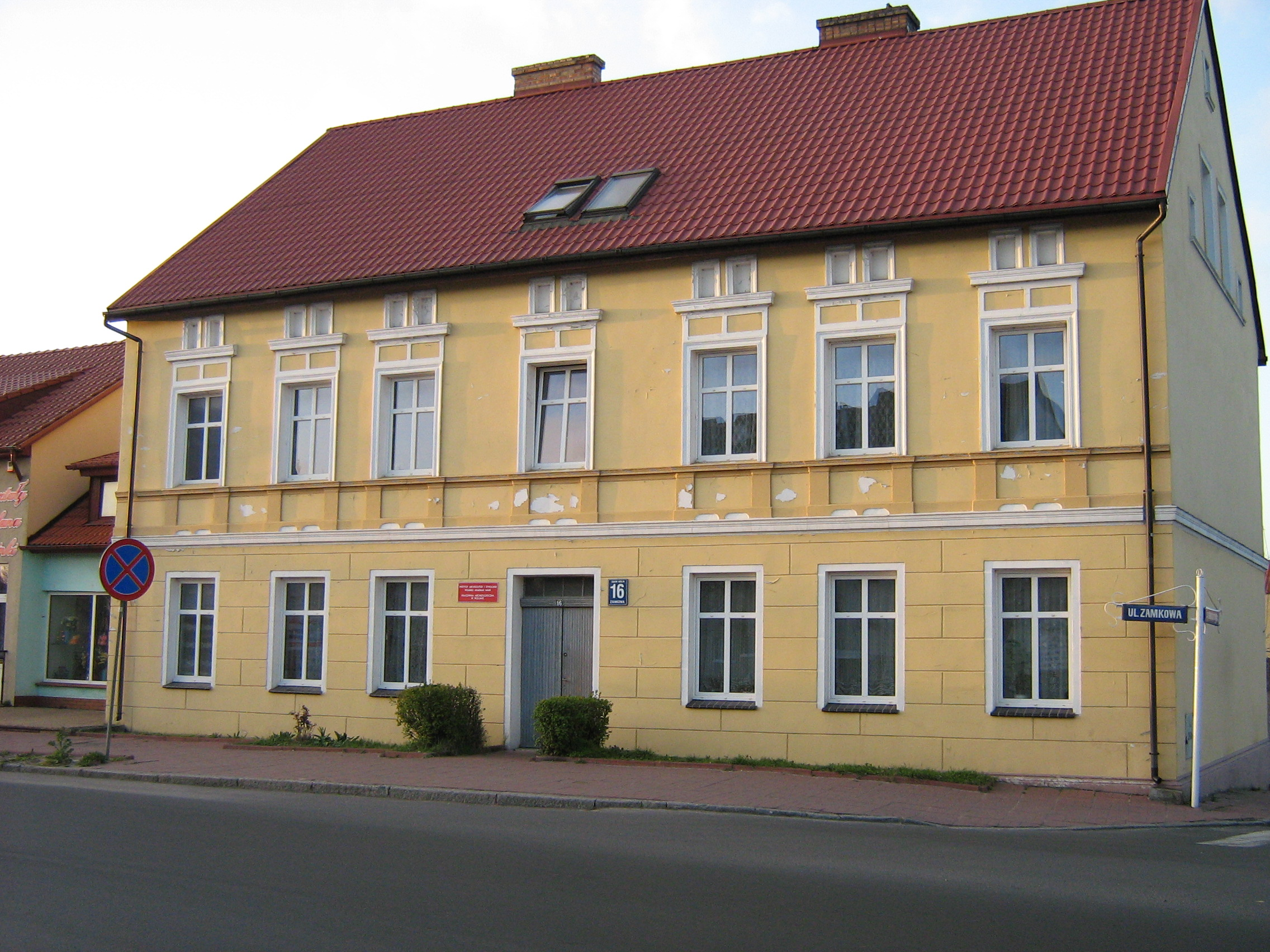
Dom przy ul. Zamkowej 16. Instytut Archeologii i Etnologii PAN

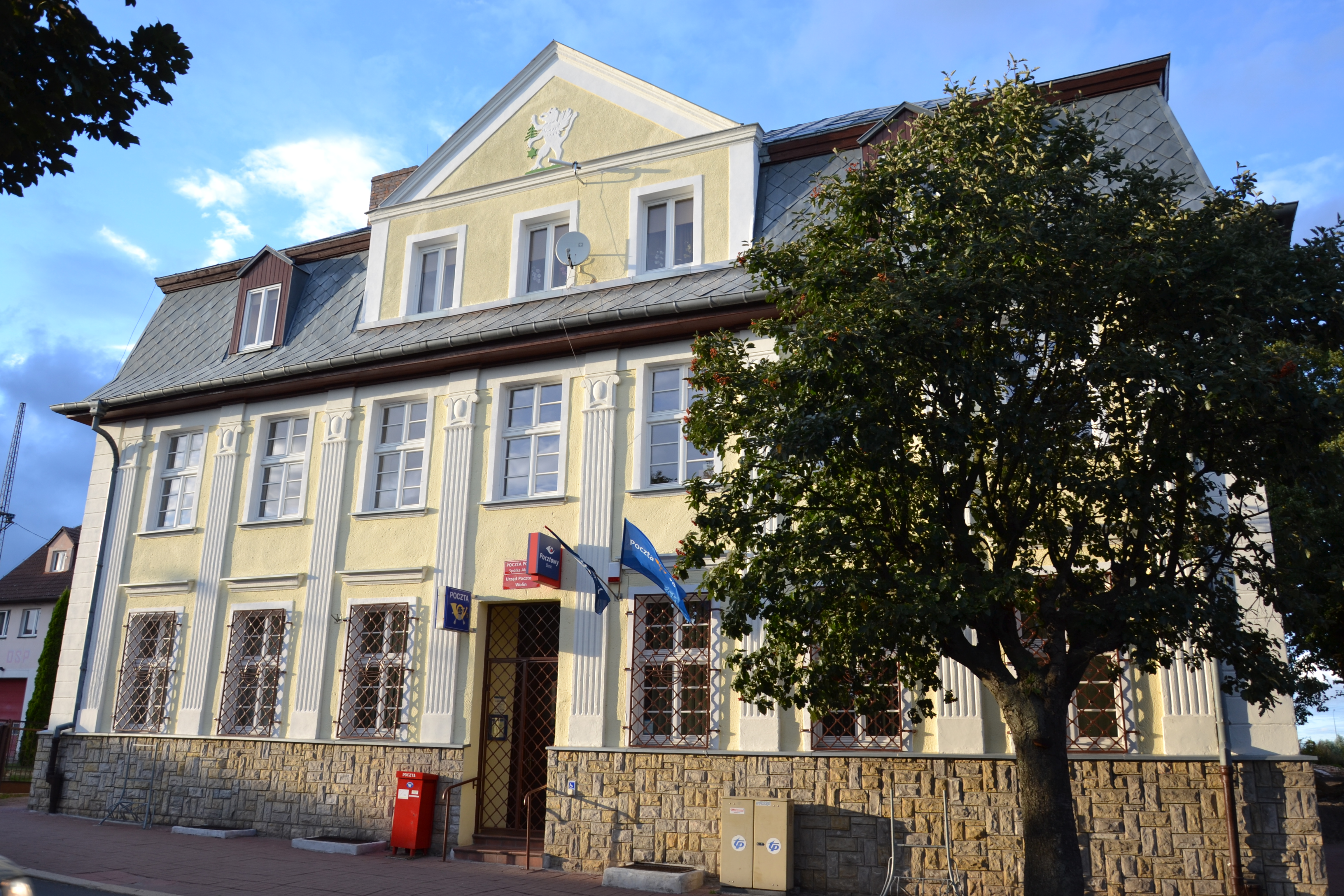
Budynek poczty

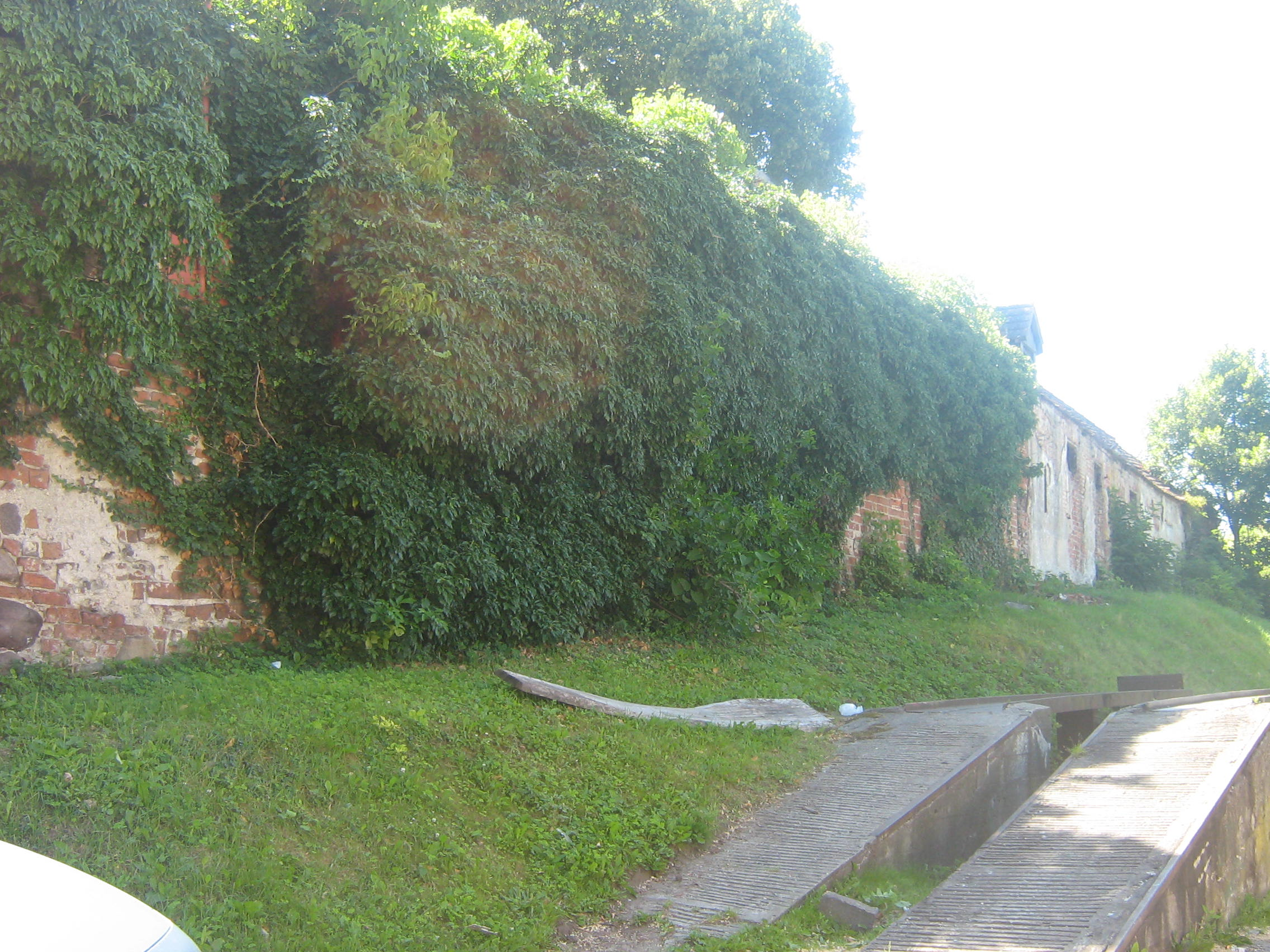
Mury miejskie

Układ miejski tworzy 42 ulice oraz osiedle Robotnicze.

### Zabytki
Zabytki chronione prawnie w Wolinie:
- teren Starego Miasta[16],
- kolegiata św. Mikołaja z XV w.,
- wiatrak holenderski z 1850 r. (ul. Jaracza), znajdujący się na zachodnim krańcu Wolina, za cmentarzem. Ma 3 kondygnacje, zbudowany został na rzucie koła,
- ratusz w stylu neogotyckim z lat 1880–1881[17] na miejscu zamku książęcego i późniejszego klasztoru cysterek. Usytuowany jest przy ulicy Zamkowej na północ od Rynku. Obecnie mieści się tu Urząd Miejski.
- ruiny kościoła św. Jerzego[b]
- fragmenty murów obronnych z XIV–XV wieku, które zachowały się na długości ok. 50 metrów. Stoją za ratuszem, w północno-wschodniej części miasta. Mają wysokość 3 metrów i niejednolitą konstrukcję. Zbudowane są z kamienia.
- zabytkowe domy – znajdują się przy ul. Wojska Polskiego (nr 2, 4, 6, 8 i 10) oraz przy ul. Zamkowej (nr 4, 5, 16, 18, 19, 20), i pochodzą z XIX wieku. Te pierwsze, w zachodniej pierzei rynku, stoją jednak na miejscu znacznie starszej zabudowy. Widać to choćby po wąskich, szczytowych kamieniczkach, przykrytych naczółkowymi dachami,
- dom z początku XX wieku, obecnie budynek poczty (ul. Zamkowa 22),
- dwór z przełomu XVIII/XIX w. (ul. Zamkowa 23a),
- Muzeum Regionalne
- elewator zbożowy
- przykłady dobrze zachowanej zabudowy znaleźć można również na terenie dawnego przedmieścia rybackiego przy ulicach Konopnickiej, Niedamira, Mostowej i Rybackiej. Odmienny typ zabudowy, pochodzącej z przełomu wieków XIX i XX znajduje się w okolicy dworca kolejowego i przy ulicy Gryfitów.
- w południowej części starego miasta znajduje się grodzisko z X–XII w., przebudowane w XVII w. na bastion fortyfikacyjny (prawdopodobnie była tu pogańska świątynia poświęcona Trzygłowowi[potrzebny przypis]).
- bastion na dawnym Wzgórzu Chyrowym, między ulicami Mostową i Konopnickiej. Bastion ma formę platformy górującej nad terenem. Pochodzi z wieku XVII, a zbudowany został przez Szwedów jako fortyfikacje. Zostały z niego jedynie ceglane resztki.
- bastion przy ulicy Ogrodowej. Jest on znacznie mniejszy. Zbudowany przez Szwedów w XVII wieku.
- Stanowiska archeologiczne wokół miasta:
  - na pagórku Młynówka, na zachód od grodziska, cmentarzysko szkieletowe i ciałopalne z IX–XII w.
  - na Gołogórze znane jako stanowisko Wzgórze Wisielców, nad Zalewem Szczecińskim, w skrajnie południowej części miasta, na tzw. osada i cmentarzysko kurhanowe ciałopalne z IX–X wieku. Nieopodal wieża widokowa z 2022 o wysokości 32 m[18].
  - Srebrne Wzgórze – na wzniesieniu nad Dziwną, pół km na północ od miasta znajdują się ślady grodziska (prawdopodobnie gród strażniczy) z IX–XII wieku, którego mieszkańcy kontrolowali ruch na Dziwnie. Zachowane wały ziemne do 3 m wysokości i fosa[19].

#### Kościoły
Po zakończeniu misji chrystianizacyjnej w Wolinie w 1124 roku Otton z Bambergu ufundował dwie świątynie. Przed dalszą podróżą ograniczył się do poświęcenia ich ołtarzy i prezbiteriów, natomiast konsekracji ukończonych budowli dokonał później biskup Wojciech. Jedna z tych świątyń była dedykowana św. Wojciechowi, druga św. Wacławowi. W kościele św. Wojciecha, podpalonym podczas pogańskich obchodów julowych, po śmierci Adalberta złożono ciało pierwszego pomorskiego biskupa. Obie świątynie uległy poważnym zniszczeniom w kolejnych pożarach miasta i ostatecznie nie przetrwały do czasów nowożytnych. Również trzeci kościół, pod wezwaniem św. Michała, zbudowany poza dawnym obszarem miejskim, nie zachował się. Czas jego wzniesienia nie jest znany, wiadomo jednak, że istniał jeszcze w okresie budowy kościołów św. Mikołaja i św. Jerzego w Wolinie.
Kościoły św. Mikołaja i św. Jerzego w Wolinie po raz pierwszy wzmiankowano w dokumencie z 1288 roku, w którym nowo założonemu klasztorowi norbertanek przekazano prawo patronatu nad obiema świątyniami. Kościół św. Michała pojawia się jeszcze w źródłach z 1490 roku, a według panoramy Lubinusa z 1617 Wolin posiadał cztery wieże kościelne, co pozwala przypuszczać, że świątynia ta istniała co najmniej do początków XVII wieku. Kościół św. Mikołaja szczególnie ucierpiał podczas pożaru miasta w 1628 roku. W trakcie odbudowy, na którą znaczne fundusze przekazali naczelny dowódca wojsk cesarskich Johann Tilly i jego oficerowie (według księgi kolekt), wieża kościelna otrzymała obecną formę zwieńczenia. Późniejsze prace restauracyjne przeprowadzano w 1704, 1860 oraz 1898 roku. We wnętrzu świątyni zachowały się liczne płyty nagrobne z lat 1637, 1682, 1687 i 1697. Ambona została ufundowana w 1637 przez żony burmistrza Wolina Jakoba Schultzego i skarbnika miejskiego Szczecina Sachtlebena. Okazały ołtarz główny ufundowali testamentem z 1668 mieszczanin Joachim Wolter i jego żona; inskrypcja na jego odwrociu potwierdza tę fundację.
Przynajmniej na początku XX wieku w kościele przechowywano skrzynię dębową z metalowymi okuciami, polichromowaną, pochodzącą z końca XVIII wieku, kolekcję obrazów olejnych i portretów dawnych duchownych parafii, a także dobrze zachowaną klepsydrę z początków XVIII stulecia.

## Gospodarka
W mieście istniały Spółdzielnia Pracy Rękodzieła Ludowego i Artystycznego „Cepelianka”, Wolińska Spółdzielnia Mleczarska (zatrudniała blisko 100 osób), Spółdzielnia Inwalidów „Pokój”, masarnia i elewator zbożowy, przetwórnia „Centrali Rybnej”.
W mieście znajduje się piekarnia, mały młyn, tartak w ZGKiM w Wolinie, stolarnia, Zakłady Spożywcze Gminnej Spółdzielni „Samopomoc Chłopska”. W mieście są trzy sklepy wielkopowierzchniowe: Biedronka, Dino i Netto.
Według danych z 2007 r. w mieście działało 654 prywatnych podmiotów gospodarczych, z czego 564 stanowiły osoby fizyczne prowadzące działalność gospodarczą. Działalność prowadziło 5 spółdzielni oraz 8 spółek handlowych z udziałem kapitału zagranicznego. W kwietniu 2008 r. 356 mieszkańców miasta było bezrobotnych.

## Demografia

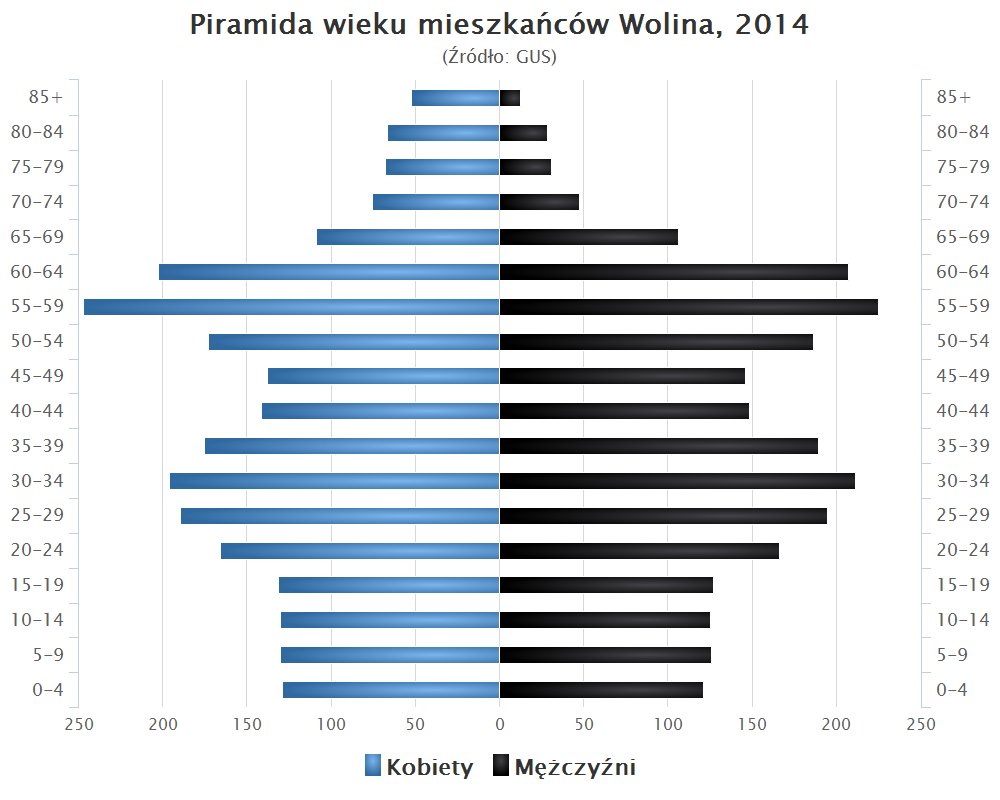
Piramida wieku mieszkańców Wolina w 2014 roku

Według danych z 30 czerwca 2012 roku miasto Wolin zamieszkiwało 4998 osób, z czego 2430 mężczyzn i 2568 kobiet
Struktura demograficzna mieszkańców miasta Wolin według danych z 31 grudnia 2007 r.:
| Opis                                | Ogółem | Ogółem | Kobiety | Kobiety | Mężczyźni | Mężczyźni |
| ----------------------------------- | ------ | ------ | ------- | ------- | --------- | --------- |
| Jednostka                           | osób   | %      | osób    | %       | osób      | %         |
| Populacja                           | 4916   | 100    | 2524    | 51,34   | 2392      | 48,66     |
| Wiek przedprodukcyjny (0–17 lat)    | 888    | 18,06  | 451     | 9,17    | 437       | 8,89      |
| Wiek produkcyjny (18–65 lat)        | 3456   | 70,3   | 1664    | 33,85   | 1792      | 36,45     |
| Wiek poprodukcyjny (powyżej 65 lat) | 572    | 11,64  | 409     | 8,32    | 163       | 3,32      |

- 1812, 1816, 1831, 1843, 1852, 1861, 1864, 1871, 1875, 1880, 1885, 1890, 1895, 1900 – Gustaw Malkewitz: Geschichte der Stadt Wollin in Pommern. Stettin: Pommerichen Reichspost, 1904. Brak numerów stron w książce
- 2011 – Powierzchnia i ludność w przekroju terytorialnym w 2011 roku, Warszawa: GUS, 2012, s. 92, ISSN 1505-6716 [dostęp 2013-10-12] (pol. • ang.).
- 2012 – Ludność. Stan i struktura w przekroju terytorialnym, Warszawa: GUS, 2012, s. 108, ISSN 1734-6118 [dostęp 2013-04-30] (pol. • ang.).
- 2013 – Powierzchnia i ludność w przekroju terytorialnym w 2014 roku, Warszawa: GUS, 2014, s. 192, ISSN 1505-5507 [dostęp 2014-10-23] (pol. • ang.).

## Oświata
W Wolinie jest jedna szkoła podstawowa oraz dwie szkoły ponadpodstawowe. Do 1 września 2019 roku działało tu także publiczne gimnazjum. 

### Szkoła podstawowa
Publiczna Szkoła Podstawowa w Wolinie rozpoczęła swoją działalność 1 kwietnia 1946 r. Naukę w przywróconym do stanu użytkowania budynku przez napływających do miasta mieszkańców rozpoczęło 15 uczniów.
Pierwszym kierownikiem szkoły był Antoni Liczmański, a zakończenie pierwszego powojennego roku szkolnego odbyło się 1 lipca 1947 r. Wraz z nowym rokiem szkolnym zwiększyła się liczba uczniów i nauczycieli. Staraniem rodziców, nauczycieli i władz lokalnych 27 marca 1959 r. wbudowano kamień węgielny pod budowę sali gimnastycznej, którą oddano do użytku w 1964 r.
Podczas obchodów 1000-lecia przyłączenia Wolina do Polski 21 września 1967 r. szkoła otrzymała od społeczności wolińskiej sztandar. W tym też toku szkoła otrzymała imię Bolesława Krzywoustego. W roku 1971 – w 25-lecie istnienia – szkoła otrzymała Honorową Odznakę „Gryfa”, a w maju 1974 r. Medal Komisji Edukacji Narodowej za zasługi dla nauczycieli i uczniów. Od początku istnienia szkoły, funkcjonowała też podstawowa szkoła wieczorowa dla dorosłych oraz kursy eksternistyczne dla pracujących, a także filia liceum ogólnokształcącego.
14 maja 1996 r., w 50. rocznicę istnienia wolińskiej podstawówki, wmurowany został kamień węgielny pod rozbudowę szkoły. Nowe skrzydło – pierwotnie przeznaczone dla klas I-III – oddane zostało 11 marca 1998 roku. Nowe skrzydło po reformie edukacyjnej zostało w całości przeznaczone na szkołę podstawową, a pozostała część została przeznaczona na gimnazjum. 
W roku szkolnym 2003/2004 szkoła otrzymała certyfikat Szkoły z Klasą.
W roku 2008 oddano do użytku nową salę gimnastyczną.

### Gimnazjum
Publiczne gimnazjum w Wolinie rozpoczęło działalność 1 września 1999 r. w wyniku reformy oświaty. W dniu 31 sierpnia 2019 roku zostało zlikwidowane w związku z kolejną reformą oświaty. Budynek został przekazany Publicznej Szkole Podstawowej im. Bolesława Krzywoustego w Wolinie. Gimnazjum miało swoją siedzibę przy ulicy Spokojnej 1 w przedwojennym budynku pełniącym wcześniej rolę szpitala. Znajdowało się w nim 15 sal lekcyjnych, pracownia informatyczna, sala gimnastyczna, aula, biblioteka, świetlica oraz gabinet pedagoga, pielęgniarki i stołówka. Ostatnim dyrektorem była mgr Joanna Wojtczak, a wicedyrektorem mgr Edyta Racka.
Do szkoły uczęszczali uczniowie – absolwenci szkół podstawowych gminy Wolin: Publicznej Szkoły Podstawowej w Wolinie, Dargobądzu, Troszynie, Koniewie oraz Społecznej Szkoły Podstawowej w Ładzinie.

### Zespół Szkół Ponadgimnazjalnych
W Wolinie są dwie szkoły ponadgimnazjalne. Jedną z nich jest Zespół Szkół Ponadgimnazjalnych, w skład którego wchodzi:
- Liceum Ogólnokształcące (Nachylenie wojskowe)
- Technikum Hotelarskie
- Technikum Architektury Krajobrazu
- Technik organizacji reklamy
- Technikum Budowlane

| Skansen w Wolinie w czasie XV Festiwalu Słowian i Wikingów |

Uczniowie wolińskich szkół prowadzą współpracę z ich niemieckimi rówieśnikami z Torgelow (Niemcy). Wspólną platformę zainteresowań znaleziono w tradycji wikingów. W Torgelow działa Towarzystwo Ukranenland, a Ukranen, to niemiecka nazwa plemienia Wkrzan zamieszkującego tamte ziemie.

## Kultura

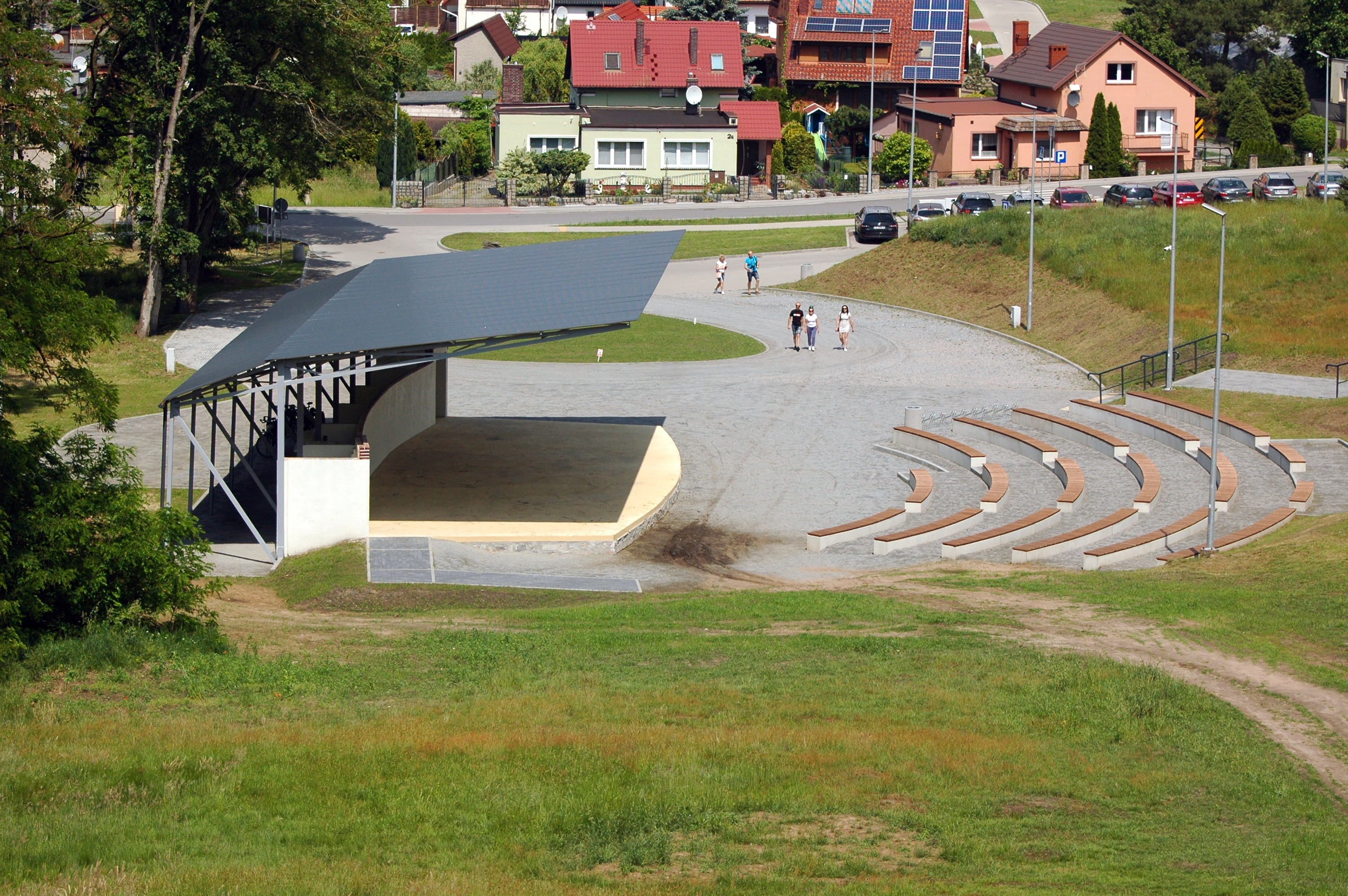
Amfiteatr

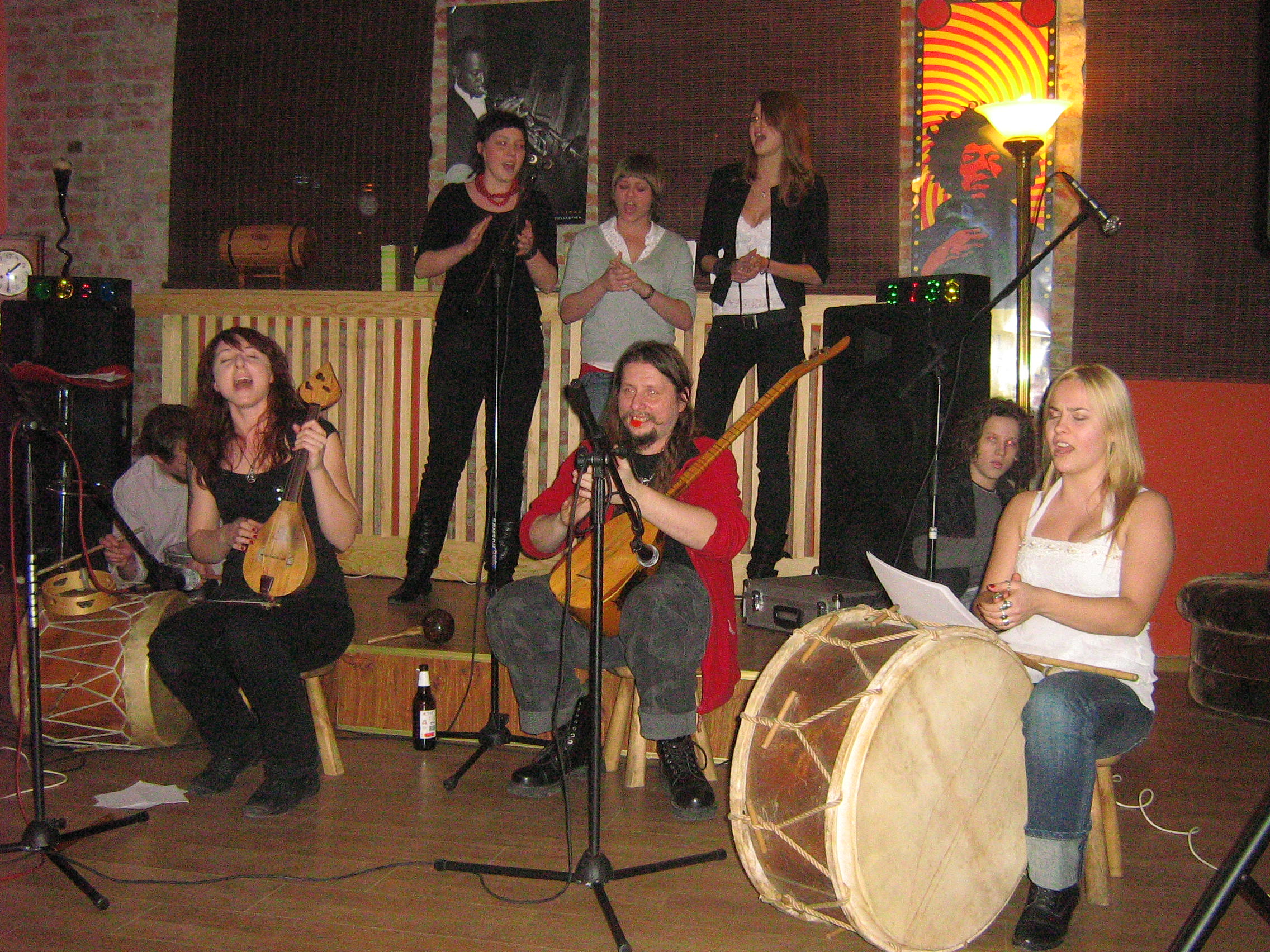
Percival Schuttenbach w połączonym składzie z wolińskim zespołem Gędźba jako „Perciba”

Biblioteka Publiczna organizuje wydarzenia literackie, kulturalne i historyczne.
Ośrodek Kultury Gminy Wolin, który organizuje m.in. Festiwal Słowian i Wikingów i Dni Morza.
Muzeum Regionalne w Wolinie im. Andrzeja Kaubego posiada eksponaty dotyczących plemienia Wolinian, systemu obronnego miasta, rzemiosła, i wierzeń jego średniowiecznych mieszkańców. Od 2009 r. w muzeum działa małe kino.
Kolegiata św. Mikołaja, w której odbywają się koncerty chórów zarówno polskich, jak i zagranicznych.

## Sport
Na terenie miasta działa Taneczny Klub Sportowy „Jantar”, Uczniowski Klub Sportowy „Albatros” mający sekcję żeglarską i zapaśniczą oraz klub piłkarski Vineta Wolin.

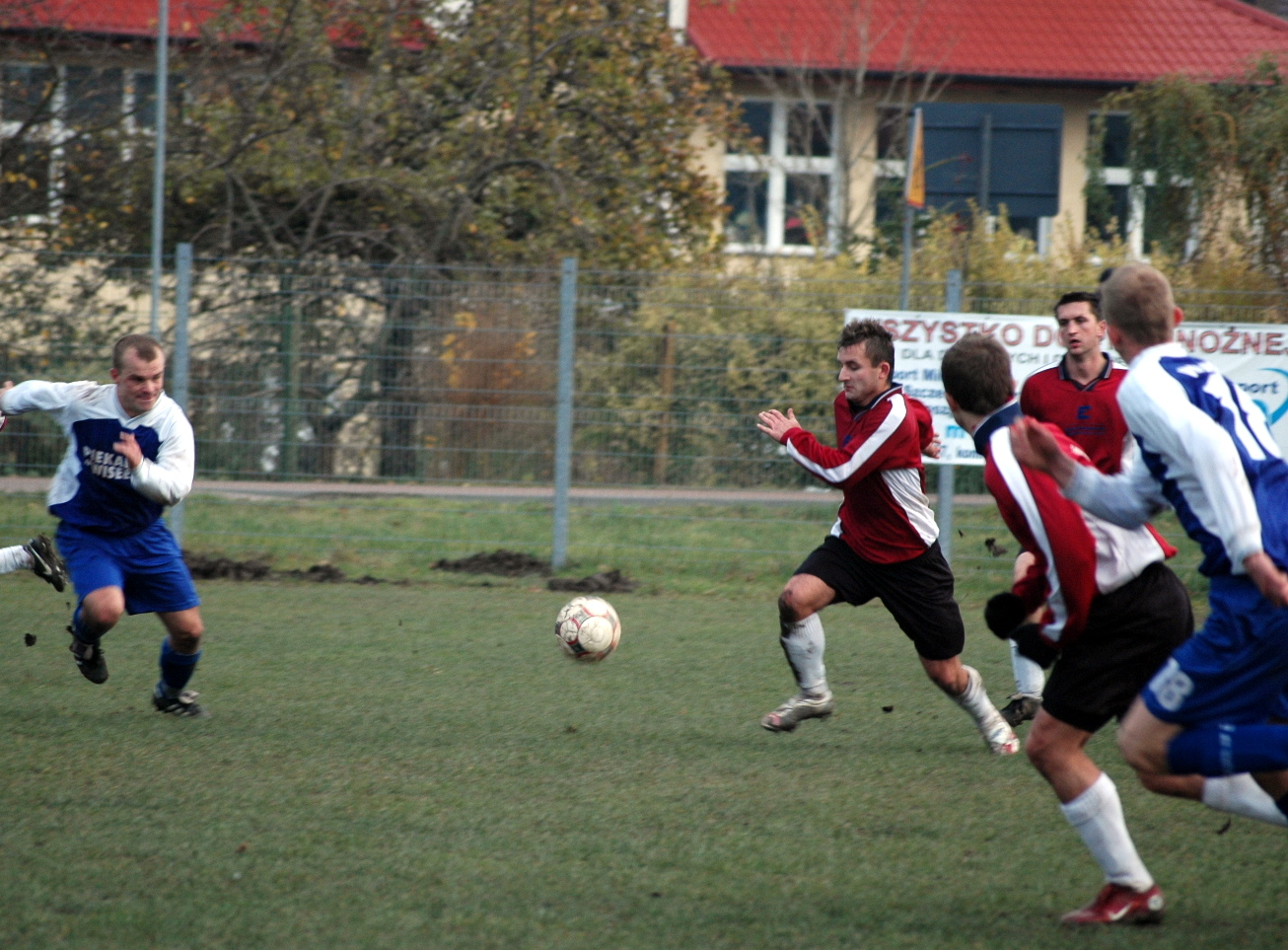
Zawodnicy Vinety podczas meczu

W miejscowości istnieje stadion ze 150 miejscami siedzącymi oraz zespół boisk wielofunkcyjnych – Orlik 2012 otwarty pod koniec września 2009.

## Infrastruktura

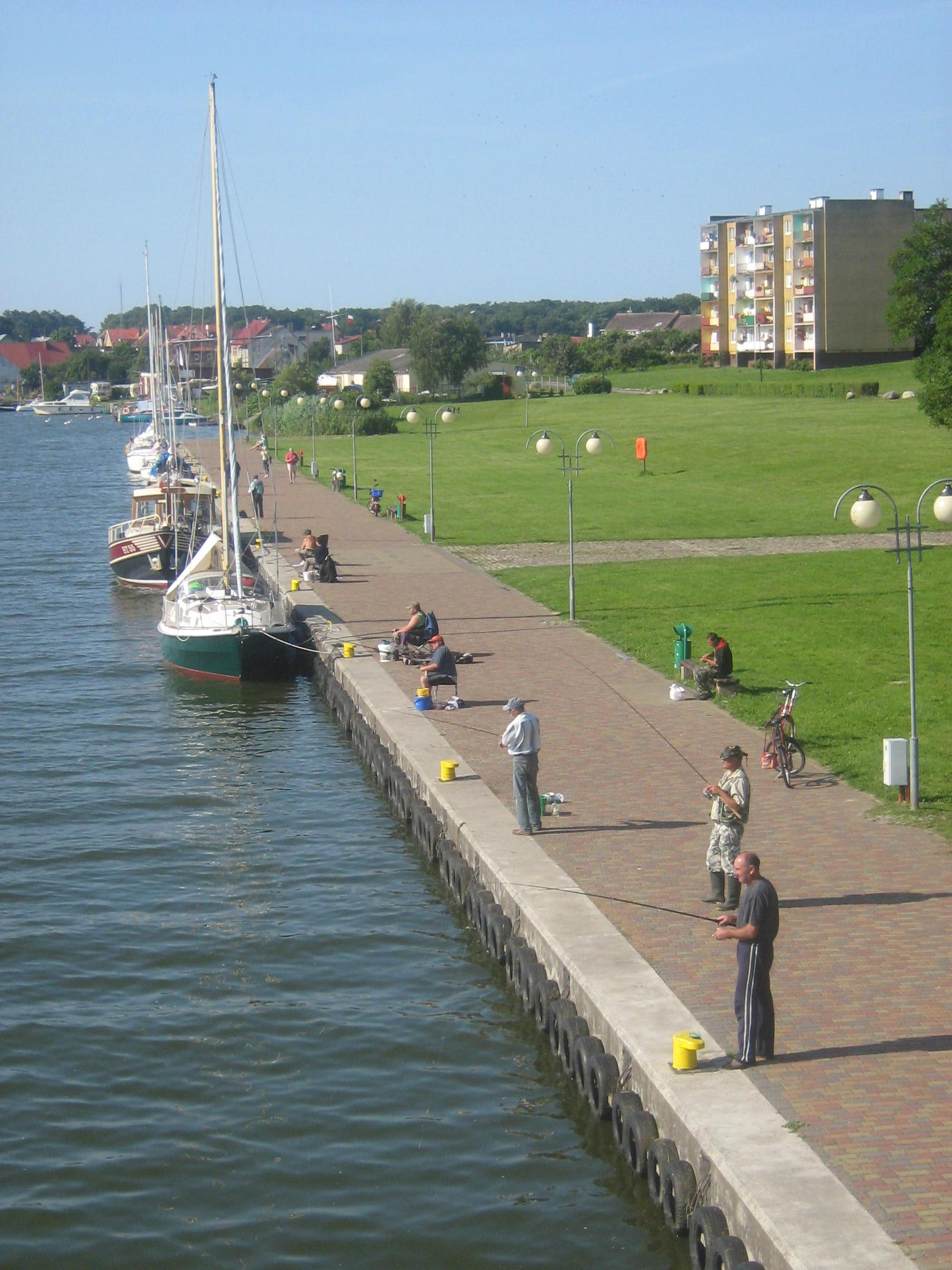
Statki cumujące nad Dziwną

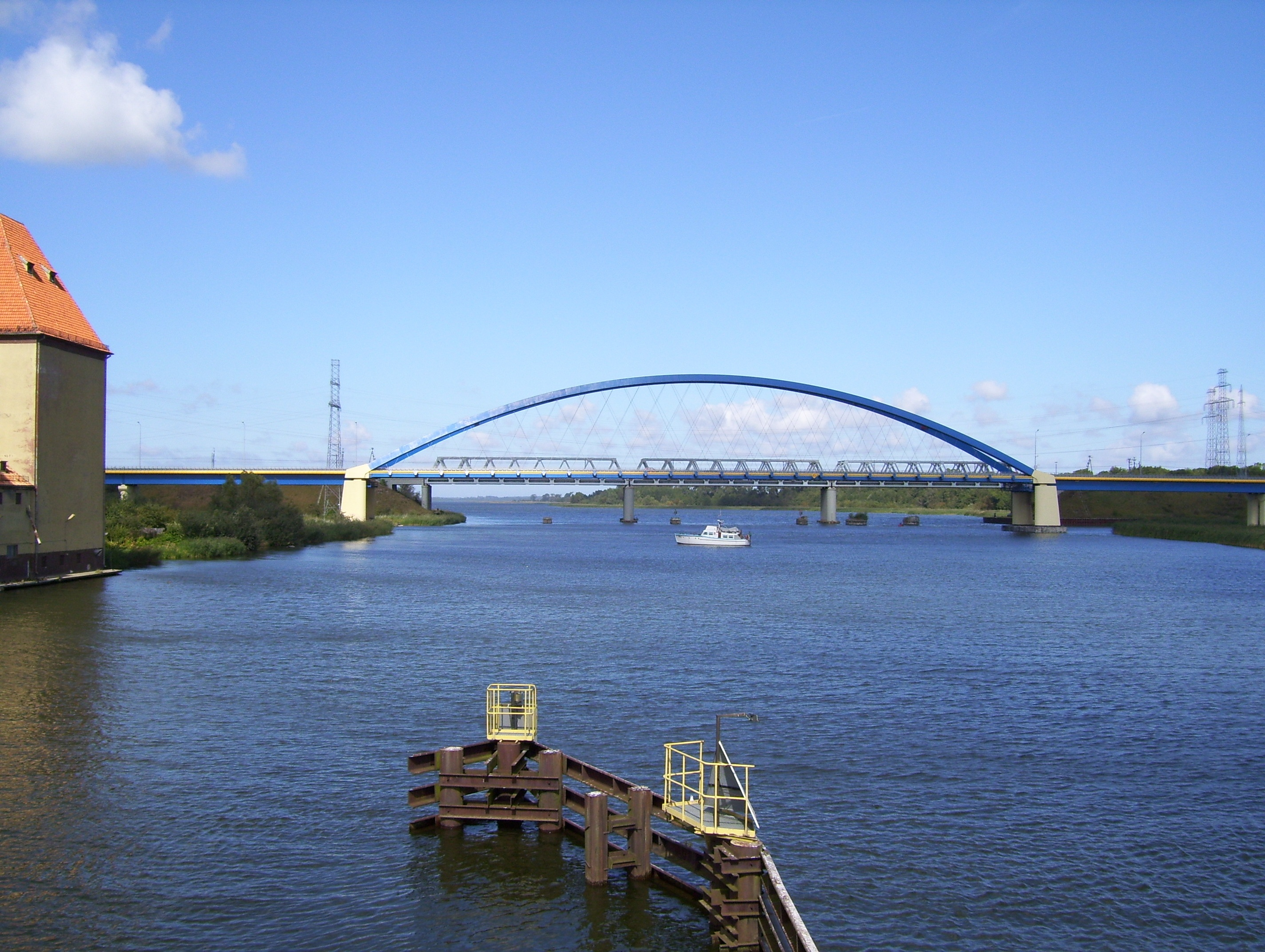
Most drogowy nad cieśniną Dziwną w obwodnicy miasta Wolina na drodze krajowej nr 3

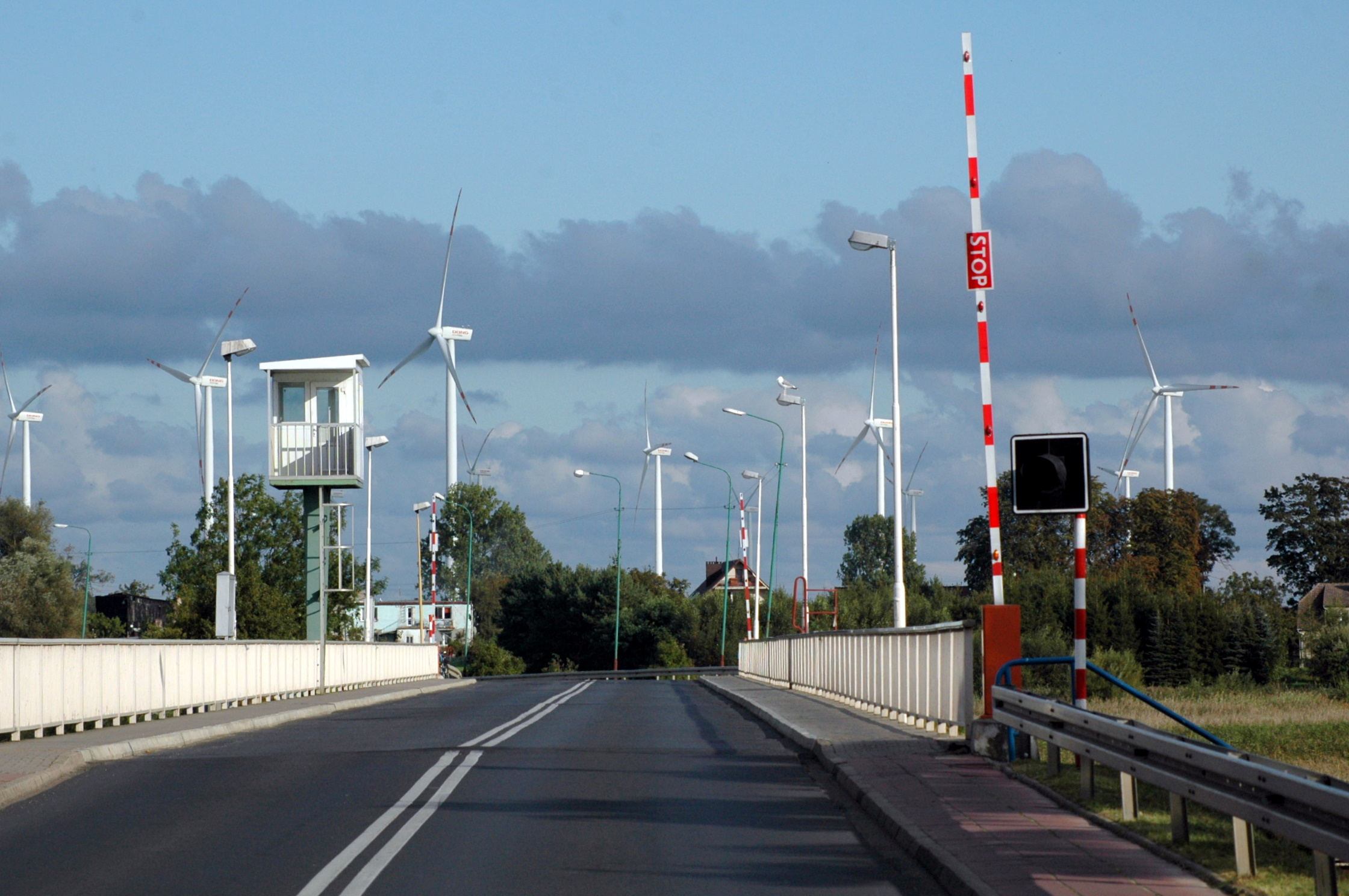
Most obrotowy

### Transport
Przez Wolin przebiega droga krajowa nr 3. Od strony Świnoujścia biegnie ona obwodnicą Dargobądza, następnie przez nowy most w Wolinie i dalej do Parłówka i do Szczecina. Stanowi ona część międzynarodowej trasy E65 z Malmö w Szwecji na południe Europy. Najbliższe lotnisko to port lotniczy Szczecin-Goleniów, znajdujący się 44 km od miasta.
Przez przystanek kolejowy Wolin przebiega zelektryfikowana linia kolejowa nr 401 (Szczecin – Świnoujście). Na przystanku zatrzymują się jedynie regionalne pociągi osobowe relacji Szczecin Główny – Świnoujście łącznie z sezonowym pociągiem przyśpieszonym „Uznam”.
W Wolinie znajduje się port morski. W Porcie Wolin dokonywane są przeładunki głównie zboża oraz okresowo elementów budowlanych i innych. Pełni także funkcję portu rybackiego. Cieśniną Dziwną przechodzi morski tor wodny, łączący Zalew Kamieński z Zalewem Szczecińskim. Maksymalna długość statków mogących zawijać do portu wynosi 90 m, a maksymalna szerokość 10 m. Ruch statków w mieście przez cieśninę Dziwnę związany jest z czterema mostami łączącymi jej brzegi.

### Gospodarka komunalna
W mieście działa oczyszczalnia ścieków. W Wolinie znajduje się ujęcie wody o wydajności 219 000 m³/rok, z którego oprócz miasta korzysta Mokrzyca Mała i Mokrzyca Wielka.
Wolin korzysta z sieci napowietrznej 15 kV zasilającej lokalne stacje transformatorowe 15/0,4 kV. W mieście funkcjonuje sieć kablowa (centrum miasta) i na obrzeżach sieć napowietrzna. Większość stacji transformatorowych zasilanych z sieci kablowej pracuje w układzie pierścieniowym, mając możliwość dwustronnego zasilania. Operatorem elektroenergetycznym jest Enea.

## Administracja

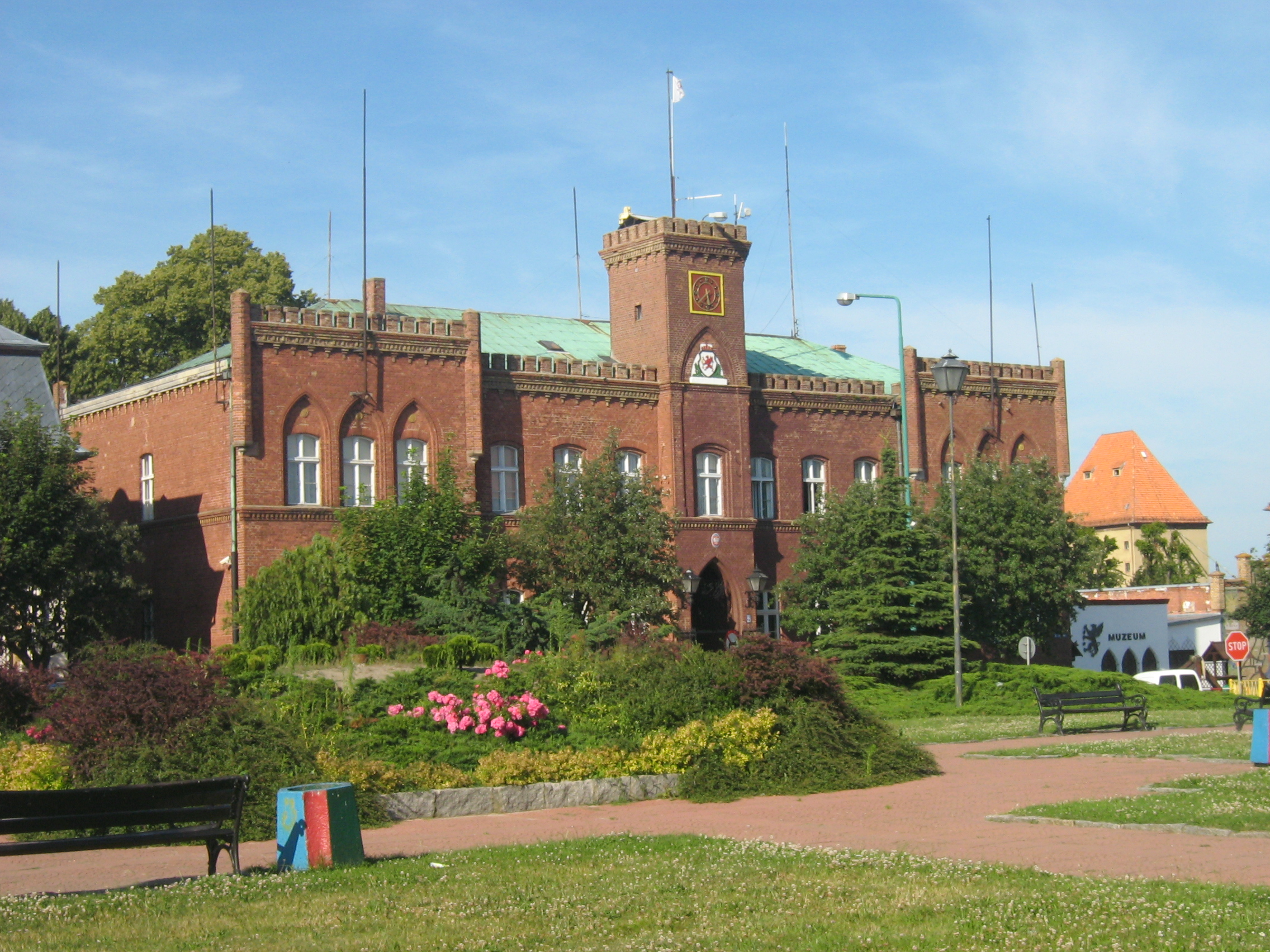
Ratusz

Miasto jest siedzibą gminy miejsko-wiejskiej oraz rady miejskiej składającej się z 15 radnych, dziewięciu z nich wybierają mieszkańcy terenów wiejskich gminy Wolin. Organem wykonawczym jest burmistrz. Siedzibą władz jest ratusz przy ul. Zamkowej.

### Wójtowie i burmistrzowie

#### Burmistrzowie Wolina (po 1990 r.):
- Jacek Bońkowski (1990–1994)
- Mirosław Mielniczuk (1994–1998)
- Bogdan Wilkowski (1998–2002, 2002–2006[36])
- Eugeniusz Jasiewicz (PSL) (2006–2010[37], 2010–2014[38], 2014–2018[39])
- Ewa Grzybowska (od 2018 r.[40])

Mieszkańcy Wolina wybierają parlamentarzystów z okręgu z komisją wyborczą w Szczecinie, a posłów do Parlamentu Europejskiego z okręgu wyborczego nr 13.

## Wspólnoty wyznaniowe

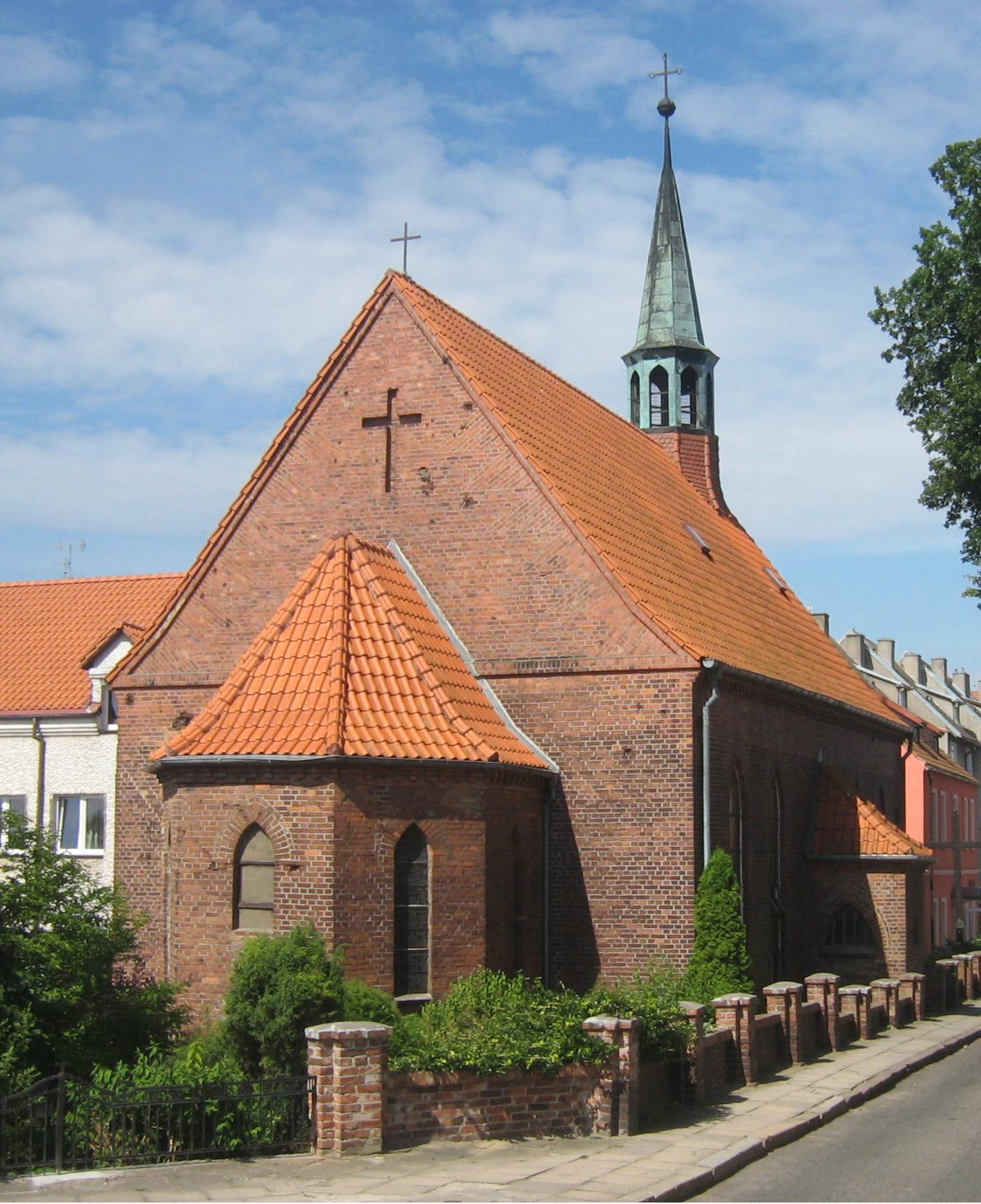
Kościół św. Stanisława

- Kościół rzymskokatolicki (dekanat Wolin):
  - parafia św. Mikołaja
- Świadkowie Jehowy:
  - zbór Wolin (Sala Królestwa ul. Poprzeczna 5)[41].

## Osoby związane z Wolinem
- Peter Bathke(inne języki) – niemiecki malarz i architekt (ur. 26 kwietnia 1935 w Wolinie);
- Fritz Beske(inne języki) – niemiecki lekarz, polityk zdrowia i doradca polityczny (ur. 12 grudnia 1922 w Wolinie);
- Marzena Cieślik – Miss Polonia 2006 (mieszkanka Wolina);
- Petrus Cimdars(inne języki) – niemiecki teolog;
- Otto Lang-Wollin – niemiecki malarz, rysownik, grafik. (1881-1958)
- Dubslaff Christoph von Eickstedt(inne języki) (Dubisław) – radca dworski Księstwa Pomorskiego, starosta powiatowy i zarządca ziemski, a także kanonik kapituły katedralnej w Kamieniu (ur. 21 lipca 1588 w Wolinie);
- Harald Sinozęby – król Danii (zm. 1 listopada 987 w Jomsborgu);
- Heinz Haase(inne języki) – w latach 1958-1963 deputowany Izby Ludowej NRD (ur. 5 października 1909 w Wolinie);
- Gerhard Haenzel(inne języki) – niemiecki matematyk (ur. 5 marca 1898 w Wolinie);
- Rudolf Krull(inne języki) – niemiecki prawnik specjalizujący się w prawie administracyjnym i gospodarczym (ur. 22 czerwca 1886 w Wolinie);
- Gerhard Levy(inne języki) – niemiecko-amerykański farmakolog (ur. 12 lutego 1928 w Wolinie);
- Gustav Malkewitz(inne języki) – niemiecki właściciel drukarni, wydawca i polityk (ur. 15 maja 1861 w Wolinie);
- Gertrud Meißner(inne języki) – niemiecka medyk (ur. 16 kwietnia 1895 w Wolinie);
- Karl Martin Plümicke(inne języki) – niemiecki pisarz (ur. 26 marca 1749 w Wolinie);
- Heinrich Sahm – niemiecki i gdański polityk, przez pewien okres pracował jako aplikant sądowy w Wolinie;
- Lothar Engelbert Schücking(inne języki) – niemiecki prawnik, pisarz, polityk, pacyfista i badacz dziejów regionu (ur. 30 kwietnia 1873 w Wolinie).
- Johann Schack(inne języki) – niemiecki prawnik i profesor uczelni (ur. 12 maja 1661 r. w Wolinie);
- Erich Strack(inne języki) – niemiecki medyk i chemik (ur. 20 listopada 1897 w Wolinie);
- Samuel Tiefensee(inne języki) – niemiecki filolog, pisarz i pedagog (ur. 12 marca 1722 w Wolinie);
- Adrian Virginius(inne języki) – niemieckobałtycki teolog luterański (ur. 18 stycznia 1605 lub 1615 r. w Wolinie);
- Warcisław I – książę pomorski;
- Paul Weinrowsky(inne języki) – niemiecki dydaktyk fizyki na Akademii Pedagogicznej w Kilonii (ur. 24 sierpnia 1874 w Wolinie);
- Carl Friedrich von Wiebeking(inne języki) od 1808 Ritter von Wiebeking – niemiecki architekt, inżynier hydrotechniki i geodeta (ur. 25 lipca 1762 w Wolinie);
- Wojciech – biskup pomorski na Wolinie;
- Christoph Zastrow(inne języki) – niemiecki prawnik, dyrektor Sądu Dworskiego w Szczecinie w Pomorzu (ur. 20 września 1594 w Wolinie);
- Christian Zickermann(inne języki) – niemiecki ewangelicki pastor i badacz historyczny. Pisał o historii Pomorza (ur. 27 grudnia 1672 r. w Wolinie);

### Honorowi obywatele miasta
- Andrzej Kaube, polski archeolog, dyrektor muzeum w Wolinie[42] (1945-1992)

## Miasta partnerskie
- Venansault
- Staffanstorp
- Usedom
- Kalkar
- Walim[43]